# John Kassir
John Edward Kassir (Baltimora, 24 ottobre 1957) è un attore e doppiatore statunitense, principalmente noto per aver prestato la voce al Guardiano della tomba nella serie televisiva I racconti della cripta.

## Biografia
Nato a Baltimora, nel Maryland, da padre iracheno e madre siriana, si è specializzato in lavori fuoricampo nel campo dell'animazione, dei videogiochi e altre produzioni, oltre ad aver iniziato a doppiare nel 1989 il personaggio del Guardiano della tomba della serie televisiva I racconti della cripta. Inoltre presta la voce anche a Ray Rocket nella serie animata Rocket Power - E la sfida continua... e a Deadpool nei videogiochi X-Men Legends II: L'Era di Apocalisse, Marvel: La Grande Alleanza e Marvel: La Grande Alleanza 2. Tra i tanti personaggi doppiati ci sono anche Sauron e Pyro sempre in X-Men Legends II.

## Vita privata
È stato sposato dal 1998 al 2007 con l'attrice Julie Benz.

## Filmografia

### Cinema
- Il cavaliere del male (Demon Knight), regia di Ernest R. Dickerson (1995)
- Casper, regia di Brad Silberling (1995) - voce
- Monster Mash, regia di Joel Cohen e Alec Sokolow (1995)
- Il piacere del sangue (Bordello of Blood), regia di Gilbert Adler (1996)
- Spia e lascia spiare (Spy Hard), regia di Rick Friedberg (1996)
- American Scary, regia di John E. Hudgens – docufilm (2006)
- Corsa a Witch Mountain (Race to Witch Mountain), regia di Andy Fickman (2009)
- Monster  Mutt, regia di Todd Tucker (2010)
- Beethoven - L'avventura di Natale (Beethoven's Christmas Adventure), regia di John Putch (2011)
- Il cacciatore di giganti (Jack the Giant Slayer), regia di Bryan Singer (2013)
- Il drago invisibile (Pete's Dragon), regia di David Lowery (2016)
- Smothered, regia di John Schneider (2016)
- And Then There Was Eve, regia di Savannah Bloch (2017)
- Flora & Ulisse (Flora & Ulysses), regia di Lena Kahn (2021)
- Hellblazers, regia di Justin Lee (2022)

### Televisione
- Moonlighting – serie TV, episodio 3x04 (1986)
- Mike Hammer investigatore privato (Mike Hammer) – serie TV, episodio 3x17 (1987)
- L'albero delle mele (The Facts of Life) – serie TV, episodio 9x17 (1988)
- Vietnam addio (Tour of Duty) – serie TV, episodio 2x08 (1989)
- FM – serie TV, 13 episodi (1989-1990)
- Lenny – serie TV, episodi 1x01-1x07 (1990)
- Vidiots, regia di Howard Storm – film TV (1991)
- Scuola di football (1st & Ten) – serie TV, 64 episodi (1986-1991)
- In Living Color – serie TV, episodi 3x16-3x22 (1992)
- Dream On – serie TV, episodio 3x18 (1992)
- The New WKRP in Cincinnati – serie TV, episodio 2x11 (1992)
- Una famiglia a tutto gas (Brotherly Love) – serie TV, episodio 1x08 (1995)
- Fox Halloween Bash, regia di John Kassir – film TV (1995)
- Encino Woman, regia di Shawn Schepps – film TV (1996)
- The Single Guy – serie TV, 4 episodi (1995-1996)
- Johnnytime – serie TV (1996)
- Mr. Rhodes – serie TV, episodio 1x15 (1997)
- Io e mio fratello (Boston Common) – serie TV, episodio 2x20 (1997)
- Malcolm & Eddie – serie TV, episodi 1x01-1x22 (1996-1997)
- Mr. Cooper (Hangin' with Mr. Cooper) – serie TV, episodio 5x13 (1997)
- The Visitor – serie TV, episodio 1x07 (1997)
- Justice League of America, regia di Félix Enríquez Alcalá – film TV (1997)
- Ask Harriet – serie TV, episodio 1x03 (1998)
- Jenny – serie TV, episodio 1x15 (1998)
- Ultime dal cielo (Early Edition) – serie TV, episodio 2x17 (1998)
- Buddy Faro – serie TV, episodio 1x01 (1998)
- I viaggiatori (Sliders) – serie TV, episodio 4x13 (1998)
- Friends – serie TV, episodio 5x22 (1999)
- Love Boat - The Next Wave – serie TV, episodio 2x19 (1999)
- The Three Stooges, regia di James Frawley – film TV (2000)
- Amanda Show (The Amanda Show) – serie TV, 14 episodi (1999-2000)
- Star Trek: Voyager – serie TV, episodio 7x05 (2000)
- Philly – serie TV, episodio 1x14 (2002)
- The Job – serie TV, episodio 2x09 (2002)
- The Cryptkeeper's Creepy Cook-Off, regia di Eric Stuart – film TV (2002)
- I Finnerty (Grounded for Life) – serie TV, episodio 2x19 (2002)
- CSI - Scena del crimine (CSI: Crime Scene Investigation) – serie TV, episodio 4x01 (2003)
- Joan of Arcadia – serie TV, episodio 1x02 (2003)
- The Handler – serie TV, episodio 1x11 (2003)
- Cold Case - Delitti irrisolti (Cold Case) – serie TV, episodio 1x20 (2004)
- CSI: Miami – serie TV, episodio 3x07 (2004)
- Reefer Madness: The Movie Musical, regia di Andy Fickman – film TV (2005)
- Streghe (Charmed) – serie TV, episodio 7x21 (2005)
- McBride - Chi ha ucciso Ron? (McBride: Tune in for Murder), regia di Stephen Bridgewater – film TV (2005)
- Bones – serie TV, episodio 2x06 (2006)
- Castle – serie TV, episodio 3x05 (2010)
- Fame Game – serie TV, episodio 1x01 (2014)
- NCIS - Unità anticrimine (NCIS) – serie TV, episodio 12x17 (2015)
- Hot in Cleveland – serie TV, episodio 6x19 (2015)
- Dysfunctional with No Filter Paul and Denise – serie TV (2015)
- 12 Deadly Days – miniserie TV, 2 puntate (2016)
- Do the Voice – serie TV, episodio 1x01 (2017)
- Il tempo della nostra vita (Days of Our Lives) – serial TV, 1 episodio (2018)
- Two Minutes to Midnight – miniserie TV, 1 puntata (2018)
- Better Things – serie TV, episodio 3x10 (2019)
- The Gunrunner Billy Kane – serie TV (2021)

## Doppiatori italiani
Nella versione in italiano delle opere in cui ha recitato, John Kassir è stato doppiato da:
- Giorgio Lopez ne I racconti della cripta (st. 1-2)
- Pietro Ubaldi ne I racconti della cripta (st. 3-7)
- Roberto Draghetti in Star Trek: Voyager
- Gianni Bersanetti in Amanda Show
- Danilo De Girolamo in Cold Case - Delitti irrisolti
- Ambrogio Colombo in CSI: Miami
- Raffaele Palmieri in Castle
- Sergio Lucchetti in NCIS - Unità anticrimine

Da doppiatore è sostituito da:
- Gianni Bonagura in Il cavaliere del male
- Alessio Puccio in Tilly e il draghetto
- Andrea De Nisco in CatDog
- Enrico Maggi in Rocket Power - E la sfida continua...
- Luca Dal Fabbro in Le tenebrose avventure di Billy e Mandy
- Massimo Milazzo in The Looney Tunes Show
- Francesco Vairano in Pets - Vita da animali